# ポミドル
ポミドル（Pomidor （直訳、トマト））はポーランドの子供の遊びの一つ。2人以上が遊べるゲームだ。ゲームの成り行きは最初に一人を自由に選んで、その人のことをポミドルと呼ぶ。目的はポミドルを笑わせることだ。ポミドル役はどんな質問に対しても「ポミドル」としか答えられない。質問する側が笑わせるのを諦めるかポミドル役が先に笑うか、「ポミドル」と答えられなかったらゲームが終わる。
ゲームには色々なバージョンがあり、よく知られているのは「もの買い取り」バージョンだ。このバージョンは役割が逆になり、ポミドル役が質問する側になる。ポミドル役の質問にたいして相手が「ポミドル」と答えないとポミドル役に自分の何か物をあげなければならない。ゲームが終わったら、ポミドル役からものを買い取るために、罰ゲームを受けなければならない。
ポミドルゲームは「dziadka kalesony、ジャドゥカカレソーニ（直訳：おじいさんのももひき）」という名前でも知られていて、「ポミドル」の代わりに「ジャドゥカカレソーニ」を使って遊べる。